# Diode logic

Funzionamento porta logica a diodi AND (simulazione effettuata con software Falstad)

La logica a diodi (DL) è un tipo di logica digitale che utilizza diodi e resistori per eseguire funzioni logiche di base. 
È stata una delle prime forme di logica digitale utilizzata nei computer, ma è stata in gran parte sostituita dalla logica basata su transistor (TTL) a causa di alcune limitazioni.
I diodi sono usati come interruttori elettronici. Essi consentono alla corrente di fluire in una direzione (polarizzazione diretta) ma bloccano la corrente nell'altra direzione (polarizzazione inversa). Combinando diodi e resistori in configurazioni specifiche si possono creare semplici porte logiche come AND e OR.
Porta AND: in una porta a diodi AND, entrambi gli ingressi devono essere alti (1 logico) affinché l'uscita sia alta. Se uno qualsiasi degli ingressi è basso (0 logico), l'uscita sarà bassa. 
Porta OR: in una porta a diodi OR, se un qualsiasi ingresso è alto (1 logico), l'uscita sarà alta. L'uscita è bassa (0 logico) solo se entrambi gli ingressi sono bassi.
Limitazioni della logica dei diodi:

Funzionamento porta logica a diodi OR (simulazione effettuata con software Falstad)

- Funzionalità limitata: i diodi possono eseguire solo funzioni AND e OR di base. Non possono eseguire NOT (inversione) che è un'operazione logica fondamentale. Circuiti logici più complessi richiedono transistor.
- Bassa velocità: i diodi sono più lenti dei transistor, il che limita la velocità dei circuiti digitali.
- Consumo energetico: i circuiti logici a diodi possono consumare più energia rispetto alla logica basata su transistor.

Nonostante queste limitazioni, la logica dei diodi ha svolto un ruolo significativo nello sviluppo iniziale dei computer. È una buona introduzione al funzionamento delle porte logiche e al modo in cui possono essere costruite a partire da componenti elettronici di base.